# Батыр (Аксубаевский район)
Батыр (тат. Батыр) — деревня в Аксубаевском районе республики Татарстан. Входит в состав Старотимошкинского сельского поселения.

## География
Деревня находится в 13 километрах к юго-востоку от Аксубаево.
Батыр находится в часовой зоне МСК (московское время). Смещение применяемого времени относительно UTC составляет +3:00.

## История
Основана в 1930-х годах.
Первоначально деревня находилась в Аксубаевском районе Татарской АССР, с 1 февраля 1963 года — в Октябрьском, с 12 января 1965 года по сегодняшний день  находится в Аксубаевском районе.

## Население
По состоянию на 2010 год в деревне проживал 21 человек.